# Cladonia mexicana
Cladonia mexicana är en lavart som beskrevs av Vain. Cladonia mexicana ingår i släktet Cladonia och familjen Cladoniaceae.   Inga underarter finns listade i Catalogue of Life.